# Classic Carpenters
Classic Carpenters è il quarto album in studio della cantante australiana Dami Im, pubblicato il 22 aprile 2016.
L'album contiene cover di canzoni del duo The Carpenters.

## Tracce
1. (They Long to Be) Close to You – 3:41
2. There's a Kind of Hush – 3:01
3. Yesterday Once More – 4:00
4. Superstar – 3:10
5. Rainy Days and Mondays – 3:27
6. This Masquerade – 3:58
7. A Song for You – 3:34
8. I Won't Last a Day Without You – 3:11
9. I Need to Be in Love – 3:53
10. Hurting Each Other – 2:46
11. We've Only Just Begun – 3:02

## Classifiche

### Classifiche Settimanali
| Classifica (2016) | Posizione massima |
| ----------------- | ----------------- |
| Australia         | 3                 |

### Classifiche di fine anno
| Classifica (2016) | Posizione |
| ----------------- | --------- |
| Australia         | 35        |